# University of Wisconsin–Madison
Die University of Wisconsin–Madison (kurz UW, UW–Madison oder einfach Madison) ist eine staatliche Universität in Madison im US-Bundesstaat Wisconsin. Sie ist die größte Hochschule des Staates und der wichtigste Standort des University of Wisconsin System. Die University of Wisconsin–Madison ist Mitglied der Association of American Universities, eines seit 1900 bestehenden Verbunds führender forschungsintensiver nordamerikanischer Universitäten, und wird als sogenannte Public Ivy bezeichnet.

## Geschichte

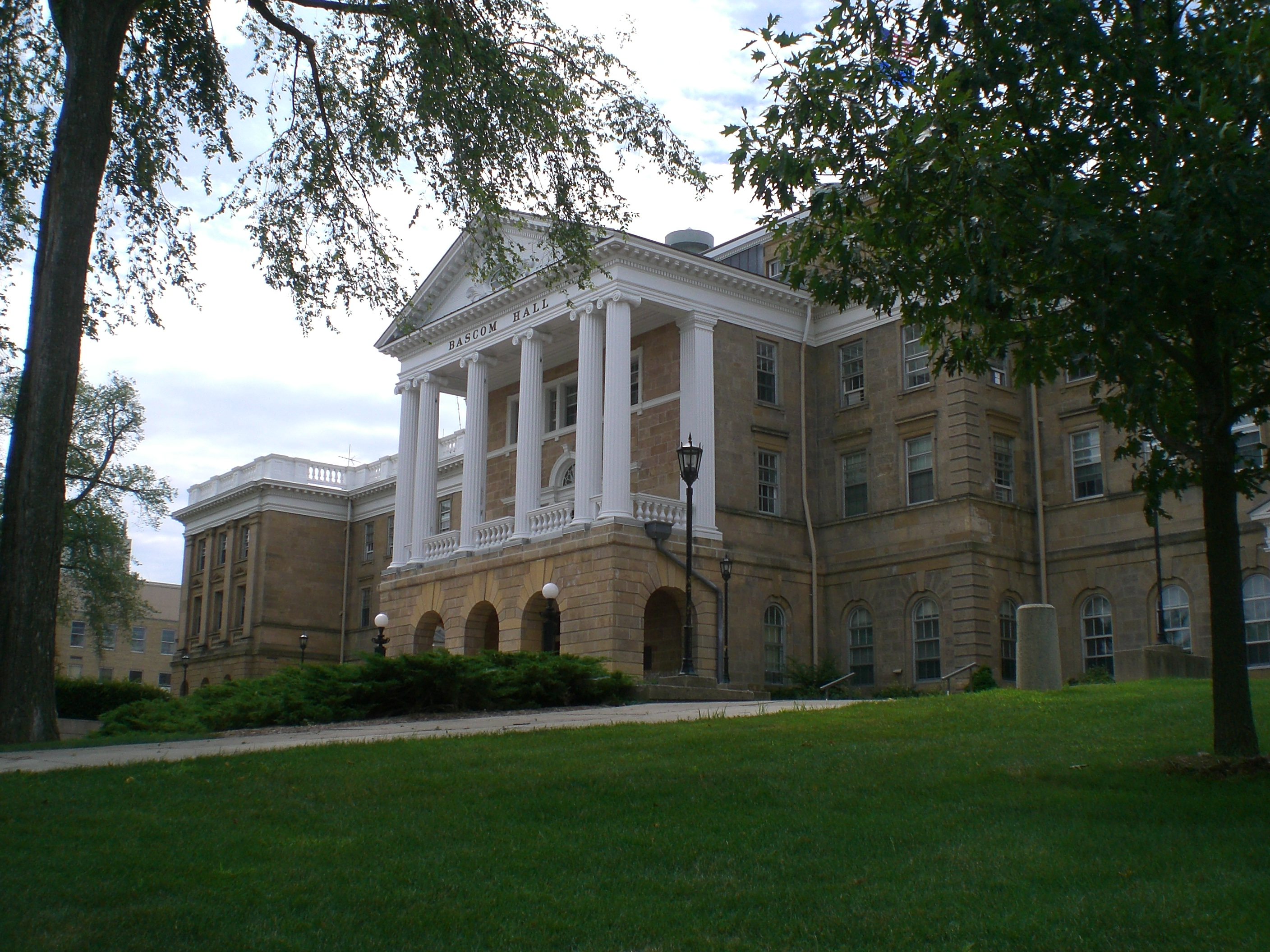
Bascom Hill, benannt nach John Bascom

Gegründet wurde sie 1848, nachdem Wisconsin als 30. Bundesstaat den Vereinigten Staaten von Amerika beigetreten war. Der Unterricht der ersten 17 Studenten begann am 5. Februar 1849. Seit dem Beginn des 20. Jahrhunderts ist sie eine der führenden Universitäten der USA. Am 4. April 1892 wurde The Daily Cardinal als heute älteste Studentenzeitung gegründet. 1913 wurde hier die heute bekannteste Ehrengesellschaft für Absolventen der Wirtschaftswissenschaften Beta Gamma Sigma gegründet. Im August 1970 zündeten Attentäter eine Autobombe, da sie gegen die Zusammenarbeit der Universität mit dem US-Militär protestieren wollten. Ein Forscher, Robert Fassnacht, wurde getötet. Drei Mitarbeiter wurden verletzt.
Der Geograph David Ward war von 1993 bis 2000 Kanzler der UW–Madison und von 2011 bis 2013 diente er nochmals als Interimskanzler. Ab 2013 war die Ökonomin Rebecca Blank Kanzlerin.

## Campus
Die Universität liegt in Madison, nahe dem Kapitol am Südufer des Lake Mendota. Der Hauptcampus erstreckt sich über eine Fläche von 3,8 km². Das gesamte Universitätsgelände einschließlich aller Forschungseinrichtungen ist 43 km² groß. Die Universität hat ihre eigene Polizei sowie ein eigenes Krankenhaus.

## Ranking
Als bedeutendste Einrichtung des Universitätssystems von Wisconsin wurde sie 2016 in der Rangfolge der besten öffentlichen US-amerikanischen Bildungseinrichtungen an dreizehnter Stelle sowie in der Reihung der besten amerikanischen Universitäten an 45. Stelle geführt. Im Shanghai-Ranking 2012 befand sie sich auf Platz 19 global.

## Forschung und Einrichtungen
- Gegenwärtig ist die Universität ein international anerkanntes Zentrum der Stammzellforschung. James Thomson war hier der erste Forscher, der menschliche embryonale Stammzellen isolieren konnte.[10]

- Die Grid-Computing-Software Condor wird seit 1988 an der University of Wisconsin–Madison entwickelt und heißt seit 2012 HTCondor.[11]

- Das „Max Kade Institute“ (MKI) der Universität ist Teil des „College of Letters and Science“ (Geistes-, Sozial- und Naturwissenschaften) und verfügt über eine eigene Verwaltung aus Direktorium, Bibliothekaren, Büropersonal und freiwilligen Helfern. Diese Einrichtung wurde nach dem deutsch-amerikanischen Unternehmer Max Kade benannt, der im Jahr 1905 Deutschland verlassen hatte und nach New York City emigrierte. Dort machte er sich einen Namen in der pharmazeutischen Industrie und rief eine Stiftung ins Leben, um sowohl den wissenschaftlichen und technischen Fortschritt als auch das friedliche Zusammenleben der Völker zu fördern. So förderte Kade auch die deutsch-amerikanischen Beziehungen. Die Initiative zur Gründung des „Max Kade Institutes“ geht auf den Sprachwissenschaftler Jürgen Eichhoff zurück, der 1983 eine Startfinanzierung durch Erich Markel, den Präsidenten der „Max Kade Foundation of New York“ erfolgreich beantragte. Das Institut hat es sich zur Aufgabe gemacht, wissenschaftliche Forschung und deren Dokumentation zu betreiben und diese einem breiten Publikum zugänglich zu machen. Ein Teil der Forschung befasst sich mit den deutschen Einwanderern und deren Nachkommen sowie ihren Einfluss auf ihre Umgebung. Seit 2014 befindet sich das MKI im vierten Stock des altehrwürdigen University Clubs, der im Jahr 1907 als ein Ort zur Förderung der Gemeinschaft innerhalb des Campus gegründet wurde. Zuvor befand es sich im „Keystone House“, einem historischen Wohngebäude aus dem Jahr 1853.[12]

- Die Universität betreibt umfangreiche Forschung im Bereich Kernfusion und beherbergt unter anderem einen sphärischen Tokamak und einen Stellarator auf ihrem Campus.[13]

- Die Universität unterhält einen Auslandsstandort in Schottland, im Dalkeith House bei Edinburgh.

## Zahlen zu den Studierenden und den Dozenten
Im Herbst 2020 waren 44.640 Studierende an der UW–Madison eingeschrieben. Davon strebten 32.688 (73,2 %) ihren ersten Studienabschluss an, sie waren also undergraduates. Von diesen waren 52 % weiblich und 48 % männlich; 8 % bezeichneten sich als asiatisch, 2 % als schwarz/afroamerikanisch, 6 % als Hispanic/Latino und 68 % als weiß. 11.952 (26,8 %) arbeiteten auf einen weiteren Abschluss hin, sie waren graduates. Die UW–Madison zählt über 450.000 Personen als Ehemalige (Alumni). 2020 lehrten 4.816 Dozenten an der UW–Madison, davon 3.724 in Vollzeit und 1.092 in Teilzeit.
2011 waren 42.595 Studierende angemeldet.

## Kurioses
- Die Wirtschaftsfakultät der Universität, seit November 2007 auch als „Wisconsin School of Business“ bekannt, erhielt als erste Business School einen hohen Spendenbeitrag von Ehemaligen, ohne dass dieser an eine Umbenennung der Fakultät gebunden ist. Ein Kreis von 13 Spendern stiftete 85 Mio. USD, jeder Einzelne einen Mindestbeitrag von 5 Mio. USD. Darunter Wirtschaftsgrößen wie Paul J. Collins, ehemaliger Vice Chairman der Citigroup Inc. und Wade Fetzer ehemaliger Goldman-Sachs-Partner. Die Spende fließt zum Großteil in das MBA-Programm und den Ausbau der Lehre der Business School.

- „Windkraftwerk mit Atomantrieb“: Studentische Kernenergiegegner der Universität Wisconsin planten im Jahre 1980 ursprünglich das erste Solar-Konzert der Welt: Strom aus Photozellen sollte die Verstärker und Lautsprecher während der Veranstaltung versorgen. Das Vorhaben konnte nicht realisiert werden, da sich herausstellte, dass es 8000 Quadratmeter Sonnenzellenfläche erfordert hätte. Die Studenten installierten deshalb als Ersatz drei Windkraftwerke. Während des Konzerts herrschte jedoch Windstille, die Rotoren der Windkraftanlagen rotierten trotzdem, einer sogar rückwärts. Man hatte die Windkraftwerke vorsichtshalber an das Stromnetz angeschlossen, so dass die Generatoren mangels Windkraft als Motoren wirkten und die Propeller mit Energie aus dem Stromnetz drehten. Ein Generator wurde falsch gepolt an das Netz gelegt und drehte damit den Propeller in die falsche Richtung. In der Stadt Madison wurde 1980 gut ein Drittel des Stromes in Kernkraftwerken erzeugt, mindestens eines der Aggregate kann somit als das erste nuklear angetriebene Windkraftwerk der Welt betrachtet werden.[16]

- Am 6. August 2021 wurde, nach Protesten der Wisconsin Black Student Union der 70 Tonnen schwere Chamberlain Rock, ein ca. zwei Milliarden alter Gletscherstein, vom Madison Campus entfernt und auf einen anderen Campus gebracht, da er ein rassistisches Symbol darstelle, welches am einen abgetrennten Kopf eines People of Color erinnere.[17]

## Sport
Die Sportteams der UW–Madison sind unter dem Namen Wisconsin Badgers bekannt. Die Hochschule ist Mitglied der Big Ten Conference, in der NCAA. Zu den betriebenen Sportarten gehören unter anderem American Football, Eishockey, Ringen, Volleyball und Fußball, in denen die Badgers auch sehr erfolgreich sind. Die Badgers besitzen mehrere Sportwettkampfstätten, wie das 1917 erbaute Camp Randall Stadium, welches mehr als 80.000 Zuschauer fasst. Die Eishockey-Männer sowie die Basketball-Frauen und -Männer sind im Kohl Center beheimatet.
Die Teamfarben sind rot-weiß. Das Maskottchen ist ein Dachs (englisch Badger) mit Namen „Buckingham U. Badger“.

## Kritik
Die UW–Madison beansprucht für den Süßstoff Brazzein Patentrechte als eigene Erfindung, obwohl in Zentralafrika die den Wirkstoff enthaltenden Früchte der Pentadiplandra brazzeana seit langem bekannt sind, aus der auch Pentadin isoliert wurde. Einen Zusammenhang mit den natürlichen Vorkommen in Gabun bestreitet die Universität. Sie hält drei Patente auf Verbindungen, die aus Pentadiplandra brazzeana isoliert werden respektive auf dessen industrielle Herstellung (US 5,326,580, US 5,346,998, US 5,527,555). Die Patentierung von Brazzein wird in diesem Zusammenhang von GRAIN und Greenpeace als Biopiraterie eingestuft.
Im Jahr 2012 wurden von der Tierrechtsorganisation PETA Vorwürfe veröffentlicht, welche tierquälerische Versuche der biologischen Fakultät am Gehör von Katzen beinhalteten. Zur Gewinnung von Informationen über die Lokalisierung der Klangwahrnehmung im Gehirn der Tiere wurden diesen Sonden in den auditiven Cortex implantiert, die Ohren und Teile des Gehirns chirurgisch bearbeitet und zur Steigerung der Reizwahrnehmung wurde einige Tage die Fütterung ausgesetzt.

## Persönlichkeiten

### Professoren
Nobelpreisträger
- Joseph Erlanger (1874–1965) – Nobelpreis Physiologie/Medizin 1944
- Har Gobind Khorana (1922–2011) – Nobelpreis Physiologie/Medizin 1968
- Joshua Lederberg (1925–2008) – Nobelpreis Physiologie/Medizin 1958
- Howard M. Temin (1934–1994) – Nobelpreis Physiologie/Medizin 1975
- Eugene Paul Wigner (1902–1995) – Nobelpreis Physik 1963

Weitere Professoren
- Florence Eliza Allen (1876–1960) – Mathematikerin
- Pat Hanrahan (* 1954) – Biophysiker, Informatiker, Elektrotechniker und Turing-Award-Preisträger
- Erwin Heinz Ackerknecht (1906–1988) – Medizinhistoriker
- James Andreoni (* 1959) – Wirtschaftswissenschaftler
- Christoph Badelt (* 1951) – Wirtschaftswissenschaftler
- Peter Barrett (1935–2000) – Professor für Finanz- und Wirtschaftsrecht, Olympiasieger im Segeln
- Anatole Beck (1930–2014) – Mathematiker
- Charles Bentley (1929–2017) – Geologe und Polarforscher
- Klaus L. Berghahn (1937–2019) – Germanist
- Peter Boerner (1926–2015) – Literaturwissenschaftler und Goetheforscher
- David Bordwell (1947–2024) – Filmwissenschaftler
- George Box (1919–2013) – Statistiker
- Germaine Brée (1907–2001) – Romanistin
- Paul P. Carbone (1931–2002) – Onkologe
- John Rogers Commons (1862–1945) – Miterschaffer des US Social Security Systems
- William Cronon (* 1954) – Historiker
- James F. Crow (1916–2012) – Genetiker
- Richard Davis (1930–2023) – Jazzmusiker
- Carl de Boor (* 1937) – Mathematiker
- John Fiske (1939–2021) – Kommunikationswissenschaftler
- David E. Green (1910–1983) – Biochemiker
- Reinhold Grimm (1931–2009) – Germanist
- Harry Harlow (1905–1981) – Psychologe
- Jost Hermand (1930–2021) – Germanist
- Malcolm Robert Irwin (1897–1987) – Agrarwissenschaftler und Immungenetiker
- Laura L. Kiessling (* 1960) – Biochemikerin
- Stephen Cole Kleene (1909–1994) – Informatik
- Rudolf Kolisch (1896–1978) – Violinist
- Robert Kozinets (* 1964) – Wirtschaftswissenschaftler
- William Ellery Leonard (1876–1944) – Philologe und Schriftsteller
- Aldo Leopold (1887–1948) – Ökologe, Umweltschützer, Schriftsteller
- Gerda Lerner (1920–2013) – Historikerin
- Abraham Maslow (1908–1970) – Psychologe
- Edward F. Moore (1925–2003) – Mathematik und Informatik, Mitbegründer der Automatentheorie
- Lorrie Moore (* 1957) – Anglistik
- George L. Mosse (1918–1999) – Historiker
- Ronald Numbers (1942–2023) – Wissenschaftshistoriker
- Harry Partch (1901–1974) – Komponist
- Kirk Petshek (1913–1973) – Rechtswissenschaftler
- Hans Reese (1891–1973) – Neurologe
- Arthur H. Robinson (1915–2004) – Kartograf
- Carl Rogers (1902–1987) – Psychologe
- Bassam Shakhashiri (* 1939) – Chemiker
- Karl Ulrich Smith (1907–1994) – Verhaltenskybernetiker
- Cecil Taylor (1929–2018) – Jazzmusiker
- Charles R. Van Hise (1857–1918) – Geologe
- Werner Vordtriede (1915–1985) – Germanist
- Joan Wildman (1938–2020) – Pianistin
- André Wink (* 1953) – Historiker
- Efim Zelmanov (* 1955) – Mathematiker

### Absolventen
Nobelpreisträger
- John Bardeen (1908–1991), Nobelpreis für Physik 1956 und 1972
- Paul Delos Boyer (1918–2018), Nobelpreis für Chemie 1997
- Günter Blobel (1936–2018), Nobelpreis für Physiologie oder Medizin 1999
- William C. Campbell (* 1930), Nobelpreis für Physiologie oder Medizin 2015
- Har Gobind Khorana (1922–2011), Nobelpreis für Physiologie oder Medizin 1968
- Jack Kilby (1923–2005), Nobelpreis für Physik 2000
- Joshua Lederberg (1925–2008), Nobelpreis für Physiologie oder Medizin 1958
- Alan G. MacDiarmid (1927–2007), Nobelpreis für Chemie 2000
- Edward Lawrie Tatum (1909–1975), Nobelpreis für Physiologie oder Medizin 1958
- Howard M. Temin (1934–1994), Nobelpreis für Physiologie oder Medizin 1975

Kunst, Unterhaltung, Medien
- Lynsey Addario (* 1973), Fotojournalistin, Gewinnerin des Pulitzer-Preises 2009
- Drew Binsky (* 1991), Vlogger
- Gene Brewer (* 1937), Schriftsteller
- Charlotte Armstrong (1905–1969), Schriftstellerin
- Deborah Blum, Journalistin und Autorin (Pulitzer-Preis)
- Jane Brody, Kolumnistin der New York Times
- Joan Cusack (* 1962), Schauspielerin
- Robert Greene (* 1959), Schriftsteller
- Jane Kaczmarek (* 1955), Schauspielerin (“Malcolm mittendrin”)
- Steve Miller (* 1943), Rockmusiker
- Leslie Fiedler (1917–2003), Literaturwissenschaftler
- Joyce Carol Oates (* 1938), Schriftstellerin
- Ben Sidran (* 1943), Jazz-Pianist
- Cecil Taylor (1929–2018), Jazz-Pianist
- Daniel J. Travanti (* 1940), Schauspieler (Emmy Award)
- Neal Ulevich (* 1948), Fotograf (Pulitzer-Preis)
- Butch Vig (* 1957), Schlagzeuger der Rock-Band Garbage
- Stanley G. Weinbaum (1902–1935), Science-Fiction-Schriftsteller
- Eudora Welty (1909–2001), Schriftstellerin (Pulitzer-Preis)
- Frank Lloyd Wright (1867–1959), Architekt
- Howard Zimmerman (1926–2012), Organische Chemie

Politik, Wirtschaft
- Shirley Abrahamson, Richter am Obersten Gerichtshof von Wisconsin
- Iajuddin Ahmed (1931–2012), Präsident von Bangladesch (von 2002 bis 2009)
- Tammy Baldwin (* 1962), Mitglied des United States House of Representatives von 1999 bis 2013
- Dick Cheney (* 1941), Vizepräsident der USA (ohne Abschluss)
- Lynne Cheney (* 1941), Ehefrau des Vizepräsidenten Dick Cheney
- Glenn Robert Davis (1914–1988), Mitglied des Repräsentantenhauses
- Jim Doyle (* 1945), Gouverneur von Wisconsin
- Lawrence Eagleburger (1930–2011), früherer US-Staatssekretär
- Russ Feingold (* 1953), U.S.-Senator
- Alberto Fujimori (1938–2024), Staatspräsident von Peru (1990–2000)
- William S. Harley (1880–1943), Mitbegründer von Harley-Davidson
- Herb Kohl (1935–2023), U.S.-Senator
- Robert M. La Follette jr. (1895–1953), früherer Gouverneur von Wisconsin und Kongressabgeordneter
- Bethuel Pakalitha Mosisili (* 1945), von 1998 bis 2012 Premierminister von Lesotho
- Gaylord Nelson (1916–2005), früherer U.S.-Senator und Begründer des Earth Day
- Lee R. Raymond (* 1939), Chairman und CEO der ExxonMobil
- Tommy Thompson (* 1941), früherer US-Gesundheitsminister und Gouverneur von Wisconsin (1986–2001)

Sport
- Jim Bakken (* 1940), American-Football-Spieler
- Ken Bowman (1942–2023), American-Football-Spieler
- Jim Carey (* 1974), Eishockeytorwart
- Chris Chelios (* 1962), Eishockeyspieler
- Sam Dekker (* 1994), Basketballspieler
- Brian Elliott (* 1985), kanadischer Eishockeytorwart
- Milt Gantenbein (1909–1988), American-Football-Spieler
- Jake Gardiner (* 1990), Eishockeyspieler
- Charles Goldenberg (1910–1986), American-Football-Spieler
- Cody Goloubef (* 1989), kanadischer Eishockeyspieler
- Bill Gregory (* 1949), American-Football-Spieler
- Pat Harder (1922–1992), American-Football-Spieler
- Dany Heatley (* 1981), kanadischer Eishockeyspieler
- Eric Heiden (* 1958), Eisschnellläufer (ohne Abschluss; wechselte zur Stanford University)
- Curtis Joseph (* 1967), kanadischer Eishockeytorwart
- Frank Kaminsky (* 1993), Basketballspieler
- Luke Kunin (* 1997), Eishockeyspieler
- Rose Lavelle (* 1995), Fußballspielerin
- Jake McCabe (* 1993), Eishockeyspieler
- Ryan McDonagh (* 1989), Eishockeyspieler
- Scott Mellanby (* 1966), Eishockeyspieler
- Joe Pavelski (* 1984), Eishockeyspieler
- Greg Poss (* 1965), Eishockeytrainer
- Brian Rafalski (* 1973), Eishockeyspieler
- Mike Richter (* 1966), Eishockeytorwart
- Jack Sanborn (* 2000), American-Football-Spieler
- Justin Schultz (* 1990), kanadischer Eishockeyspieler
- Ralph Scott (1894–1936), American-Football-Spieler und -Trainer
- Jack Skille (* 1987), Eishockeyspieler
- Brendan Smith (* 1989), kanadischer Eishockeyspieler
- Craig Smith (* 1989), Eishockeyspieler
- Chris Solinsky (* 1984), Leichtathlet
- Derek Stepan (* 1990), Eishockeyspieler
- Gary Suter (* 1964), Eishockeyspieler
- Ryan Suter (* 1985), Eishockeyspieler
- Mark Tauscher (* 1977), American-Football-Spieler
- Kyle Turris (* 1989), kanadischer Eishockeyspieler
- Mike Webster (1952–2002), American-Football-Spieler
- James White (* 1992), American-Football-Spieler
- Russell Wilson (* 1988), American-Football-Spieler
- J. J. Watt (* 1989), American-Football-Spieler
- T. J. Watt (* 1994), American-Football-Spieler

Weitere
- Florence Eliza Allen (1876–1960), Mathematikerin, promovierte 1907 als zweite Frau in Mathematik an der University of Wisconsin
- Stephen Ambrose (1936–2002), Historiker
- John Atanasoff (1903–1995), Erbauer eines der ersten Digitalrechner, des Atanasoff-Berry-Computers
- Mary Bunting (1910–1998), Mikrobiologin und Hochschullehrerin; 5. Präsidentin des Radcliff College
- Laurel Clark (1961–2003), Astronautin
- John Rogers Commons (1862–1945), einer der Architekten der „Social Security“ in den USA
- Hector DeLuca (* 1930), Forscher über das Vitamin D
- Richard Theodore Ely (1854–1943), Ökonom
- Andrew Goodman (1943–1964), Menschenrechtsaktivist
- Sarah Van Hoosen Jones (1892–1972), Genetikerin
- Nellie McKay (1930–2006), erste schwarze Professorin für afro-amerikanische Literatur
- Daniel P. Leaf (* ca. 1952), Lieutenant General der US Air Force
- Charles Lindbergh (1902–1974), Flugpionier
- Jim Lovell (1928–2025), Astronaut (Apollo 13)
- Alexander Meiklejohn, Philosoph
- John Muir (1838–1914), Umweltschützer
- Chuck Munson, anarchistischer Aktivist
- Harry Partch (1901–1974), Avantgarde-Komponist
- Stanley L. Paulson (* 1941), Rechtsphilosoph
- Mary Mercury Roth (1926–2020), Chemikerin
- Brewster Shaw (* 1945), Astronaut (Space Shuttle Columbia); früherer Direktor des Space-Shuttle-Programms der National Aeronautics and Space Administration (NASA)
- Frederick Jackson Turner (1861–1932), Historiker
- Mary Winston Newson (1869–1959), Mathematikerin und Hochschullehrerin